# Hapatesus
Hapatesus is een geslacht van kevers uit de familie  
kniptorren (Elateridae).
Het geslacht is voor het eerst wetenschappelijk beschreven in 1863 door Candèze.

## Soorten
Het geslacht omvat de volgende soorten:
- Hapatesus argentatus Neboiss, 1957
- Hapatesus bubanus Neboiss, 1957
- Hapatesus depressus Neboiss, 1958
- Hapatesus electus Neboiss, 1957
- Hapatesus globosus Neboiss, 1957
- Hapatesus gundus Neboiss, 1957
- Hapatesus hirtellus Candèze, 1882
- Hapatesus hirtus Candèze, 1863
- Hapatesus junctus Neboiss, 1957
- Hapatesus kershawi Neboiss, 1957
- Hapatesus linus Neboiss, 1958
- Hapatesus minor Lea, 1908
- Hapatesus obscurus Neboiss, 1958
- Hapatesus opulentus Neboiss, 1957
- Hapatesus pallidus Neboiss, 1957
- Hapatesus pervulgatus Neboiss, 1957
- Hapatesus pretiosus Candèze, 1887
- Hapatesus sagittarius Neboiss, 1957
- Hapatesus tepidus Neboiss, 1957
- Hapatesus tropicus Neboiss, 1958
- Hapatesus zonatus Neboiss, 1957